# 懊悩
| ウィキペディアには「懊悩」という見出しの百科事典記事はありません（タイトルに「懊悩」を含むページの一覧/「懊悩」で始まるページの一覧）。 代わりにウィクショナリーのページ「懊悩」が役に立つかもしれません。 |